# 彼得·巴拉诺夫
彼得·约诺维奇·巴拉诺夫（俄語：Пётр Ионович Баранов，1892年9月10日（22日）—1933年9月5日）是苏联军事高级将领，苏联空军和航空事业的创始人、组织者之一。

## 生平
1892年，出生于圣彼得堡的工人家庭。1912年，加入俄国社会民主工党。1913年，被驱逐出圣彼得堡。1915年，应征入伍。1917年，为罗黑敖中央执行委员会前线部主席、罗马尼亚方面军革命委员会委员。
1918年，任顿涅茨第4集团军司令，抗击白俄军队。1919年，任第8集团军、东方面军南部集群、土耳其斯坦方面军、第1集团军、第14集团军革命军事委员会委员。1921年，任乌克兰和克里木武装部队政治部主任、任突厥斯坦方面军革命军事委员会委员、费尔干纳州驻军代理司令。
1923年，任工农红军装甲兵主任兼政委。1923年，任工农红军航空兵副主任。1924年，任工农红军航空兵主任。1925年，兼任苏联革命军事委员会委员。同年与德国空军领导人赫尔曼·冯·德·列特-汤姆森签订条约，允许德国国防军在苏联境内建立利佩茨克战斗机飞行员学校。
1931年，任苏联最高国民经济委员会主席团委员和全苏航空联合公司经理。1932年，任副重工业人民委员兼航空工业总局局长。1933年，因飞机失事遇难。

## 名言
“我知道這是一項艱鉅的任務，但我們的空軍將成為世界第一”